# Anthrax
Anthrax és un grup de música de thrash metal format a Nova York, va realitzar el seu primer àlbum de llarga durada l'any 1984 amb el missatge de fer la festa tothora. El grup va ser un dels més populars en l'escena del thrash metal en els anys 80, encara que van decaure en passar els anys. És coneguda per la combinació del rap amb el heavy metal i les seves aparicions amb diverses bandes de rap en els escenaris. Són anomenats els pares de rap metal per la cançó "Bring the Noise" (col·laboració amb Public Enemy).
És considerat com un dels quatre grans del thrash metal al costat de Megadeth, Slayer i Metallica ocupant el lloc Núm. 4, procedint a Slayer. Anthrax ha fet diverses aparicions a la televisió, com a Married with Children, WWE Raw, NewsRadio, Cheers, i Ask Dr. Ruth al costat d'altres, ha aparegut en diverses pel·lícules tals com a Run Ronnie Run (tocant com el grup ficcional Titannica) i Calendar Girls. La seva cançó "Madhouse" va ser utilitzada com a cançó en la ràdio del videojoc Grand Theft Auto: Vice City de l'estació V-Rock i a Guitar Hero II.
La cançó "Now Is Dark" va ser utilitzada com a slimlish de metal en l'estació de ràdio d'una de les franquícies dels Sims. La seva cançó "Caught In A Mosh" (atrapats en un pou) apareix en el videojoc per a playstation Guitar Hero Encore: Rocks the 80s; i posteriorment, en el joc per a les consoles de nova generació, Guitar Hero: Smash Hits. En 2006 el guitarrista Scott Ian va aparèixer com a membre d'un supergrup tribut a Kiss en els Rock honors 2006 de VH1, aquest també es va oferir en molts altres programes de la cadena VH1 com I Love the 80s i I Love the 90s. Fins ara, Anthrax ha assolit vendre 10 milions de còpies mundialment.

## Història

### Els inicis
Anthrax és creat en els anys 1980-1981 prenent com gran inspiració els grups del NWOBHM (New Wave of British Heavy Metall) pels guitarristes Scott Ian i Danny Lilker. Ambdós havien estat companys en l'escola Bayside en l'àrea de Queens de Nova York. Tots dos ja tenien una certa experiència en l'escenari de la musica, puix que havien tocat amb grups com Four X i White Heat. Així, van decidir formar una banda de thrash metal amb el nom d'Anthrax, que ve d'una malaltia que van trobar en un llibre de biologia i el van posar a la seva banda perquè sonava molt agressiu.
Després de diverses audicions, se'ls van unir al grup Dave Weiss (bateria), John Connelly (cantant) i Kenny Kushner (baixista) però la formació no va quedar intacta, ja que alguns tenien problemes personals i va deteriorar la formació, ja que aquesta no aconseguia un cantant i els altres membres de la banda tenien per prioritat a les seves altres bandes però va ser fins a l'any 1984, en el qual per al lloc de cantant es va presentar Joey Belladonna, el qual es va unir al grup i el van seguir Charlie Benate, Dan Spitz i Frank Bell. En aquests anys el grup assoleix signar amb el segell independent Megaforce Records i tenir com mànager en Johnny i Marsha Zazula (aquests dos són els creadors d'aquest mateix segell).
En els seus primers anys, Anthrax es diferenciava dels altres grups de thrash metal, tocant temes de lletres com llibres de Stephen King, còmics, festes i tenint un so més aviat posthardcore thrash fins a l'arribada del seu primer àlbum. En els seus primers anys tocaven en clubs petits acompanyats de Metallica i Manowar promocionant el seu primer demo amb el nom de Soldiers of Metal, el mateix que el seu primer single. Més tard van llançar Howling Furious, els quals havia arribat a la fama i van assolir que Megaforce financés el seu primer àlbum anomenat "Fistful of Metal", però abans del primer àlbum per a aquests anys el grup seguia tenint com a cantant Neil Turbin, que s'havia unit al grup l'any 1982 i van fer diverses demos entre els més coneguts Speak English or Die i Spreading the Disease fins a l'arribada del cantant Belladona.

### La fama i l'èxit (1987-1991)
Gairebé immediatament Anthrax va canviar barrejant a parts iguals hardcore punk i thrash metal amb una generosa dosi d'humor. Mentre que els altres grans grups del gènere (Metallica, Megadeth i Slayer) eren mortalment seriosos, Anthrax escrivia cançons sobre còmics i novel·les de Stephen King.
Publicat al març de 1987, el tercer LP d'Anthrax, Among The Living, va ser aclamat per amants del gènere. És normalment considerat el millor de tota la seva carrera i conté tots els elements típics d'un àlbum d'Anthrax. "I am The Law" és un homenatge al Jutge Dredd, "Efilnikufesin (N.F.L.)" sobre l'addicció a les drogues i mort de John Belushi, la políticament correcta "Indians" i l'himne pagà "Caught in a Mosh" són encara considerats clàssics del grup. Més endavant, amb un estil més thrash tenen el Among The Living, que van mantenir el seu èxit amb el seu disc State of Euphoria el 1988, que va ser durament criticat, i el seu major èxit comercial el 1990 amb Persistence of Time.

### Relacions amb Public Enemy i el rap-metal
Anthrax sempre va ser un grup obert a l'experimentació, i el 1987 van aparèixer en la cançó del mateix títol del disc "Lethal", del grup de rap O.T.F.O. Més tard, el 1991 van col·laborar amb Public Enemy, pioners del rap, en una versió conjunta de "Bring The Noise". Encara que Run-DMC va col·laborar amb Aerosmith el 1986, "Bring The Noise" està àmpliament considerada com el primer híbrid de rap i rock, encara que no era la primera vegada que un grup de Rock and roll incorporava completament rap en una cançó. Anthrax realment reclama aquest honor per a si amb una cançó anterior, "I'm The Man" (1987), una cançó paròdica inicialment creada per a tocar-la amb els Beastie Boys, encara que realment no van tocar aquesta cançó amb Anthrax fins al remake de 1991. Això no obstant, "Bring The Noise" va ser un èxit, i el grup va realitzar una gira conjunta amb Public Enemy. Uns anys després, grups com Rage Against The Machine, Korn, Deftones, Limp Bizkit i molts altres han barrejat rap i rock o metal de diferents formes amb diferents graus d'èxit.

### Període post-Belladonna (1992-2004)
El 1992 Anthrax va trencar amb el seu cantant Joey Belladonna i el van reemplaçar per John Bush, antic membre d'Armored Saint. El grup va canviar de companyia, deixant Island Records per a entrar en Elektra Records, i va llançar amb aquest segell "Sound of White Noise" el 1993. Continuant amb la característica del grup de comptar amb col·laboracions inusuals, el compositor clàssic Angelo Badalamenti va proporcionar arranjaments per al tema "Black Lodge". És destacable que l'àlbum va manifestar que el grup canviava el seu punt de vista informal per una manera natural i pensativa de compondre.
El 1995 el grup va llançar "Stomp 442", un disc al que Elektra va renunciar a promocionar realment i que aviat va desaparèixer sense deixar rastre. Notablement dolguts pel que consideraven un intent de fer fracassar el seu disc, Anthrax va intentar tallar els seus llaços amb Elektra. Durant el lapse entre "Sound of White Noise" i "Stomp 442", l'antic guitarrista Dan Spitz va deixar la banda, quedant Anthrax com un quartet durant anys.
Anthrax va signar amb un petit segell independent, i en 1998 van assolir llançar "Vol. 8 - The Threat Is Real". Just després del llançament del "Volume 8", el segell independent va trencar i va desaparèixer, fent del disc extremament difícil de trobar. Després de reagrupar-se, van signar amb un altre segell i van llançar un àlbum de grans èxits encara que el segell aviat va caure en fallida. Durant aquest període, van proposar una gira de dos cantants amb Joey Belladona i John Bush i van estar a punt de realitzar-la, però Belladonna va decidir retirar-se a última hora.
Malgrat els nombrosos problemes legals amb qui tenien els drets d'alguns àlbums, Anthrax van intentar seguir en actiu. El 2002 va entrar a la banda un nou guitarrista, Rob Caggiano, i a l'any següent van llançar "We've Come For You All", un disc lloat per la premsa del gènere com un retorn esperat durant molt temps. A principis del 2004 el grup va tornar a l'estudi per gravar "The Greater of Two Evils", una re-gravació del seu material més antic amb la formació del moment. Al mateix temps el baixista Frank Bello va anunciar que abandonava Anthrax per a unir-se a Helmet i va ser reemplaçat per Joey Vora, ex d'Armored Saint i Fates Warning.

### Reunió (2005-2007)
L'1 d'abril de 2005, la Pàgina Web Oficial d'Anthrax va anunciar que la formació del "Among The Living" (Scott Ian, Charlie Benante, Dan Spitz, Joey Belladonna, i Frank Bell) tornaria a ajuntar-se. No és clar si John Bush i Rob Caggiano van deixar la banda o si la formació clàssica seria permanent o només durant el període de gira. Scott Ian va emetre un comunicat dient que John i Rob no havien abandonat el grup oficialment.
A dia 24 de gener de 2007, Ian va emetre un altre comunicat en el club de fans del grup que va ser reproduït en una pàgina web, anunciant que la reunió ha acabat a causa del fet que Joey Belladona va renunciar a seguir amb el grup. Així mateix, Ian va afirmar que per a ell encara hi ha "alguna cosa per fer amb la formació de We've Come For You All, i faré tot el possible per finalitzar-ho".
Després d'aquestes afirmacions d'Ian, Bush va afirmar en una entrevista a Rock Hard Magazine que "se'm va demanar que compongués de nou i no em va semblar bé. No podia tornar i dir "Hola, aquí estic...". Seria com tornar amb la cua entre les cames i això no em sembla bé. Simplement no podia fer-ho."

### Incorporació de Dan Nelson (2007-)
Segons un comunicat d'Ian abocat en el club de fans del grup, Anthrax suposadament anunciaria el seu nou cantant a la fi de juny de 2007. Es va rumorejar que podia ser Corey Taylor, cantant de Slipknot i Stone Sour. En una entrevista Taylor va afirmar que va estar treballant amb Anthrax, escrivint lletres per a vuit o nou cançons del pròxim àlbum del grup. Posteriorment va desmentir els comentaris sobre el seu ingrés en el grup en la revista alemanya Rock Hard, a causa de problemes amb la discogràfica Roadrunner Records.
El dia 10 de desembre va aparèixer un article amb un resum d'un xat que van mantenir Ian i Benante en el club de fans del grup. En dita conversa s'anunciava el «no» definitiu de John Bush a Anthrax, la permanència de Rob Caggiano com guitarrista i la incorporació de Dan Nelson com a nou cantant. Tres dies després es va fer oficial un comunicat en la pàgina web del grup afirmant tot el dit en l'article de Blabbermouth. Nelson ha format part de nombrosos grups locals de l'escena de Long Island i Nova York, destacant amb Devilsize i Em, My Enemy. D'aquesta forma queda tancada la formació d'Anthrax, amb la qual es publicarà a l'octubre de 2009 l'àlbum Worship Music.

## Membres

### Actuals
- Rob Caggiano – Guitarra líder (2001–2005, 2007–actualitat)[6]
- Scott Ian – Guitarra Rítmica, Coros (1981–actualitat)
- Frank Bello – baix, coro (1984–2004, 2005–actualitat)
- Charlie Benante – Bateria, percussions (1983–actualitat)

### Passats
Cantants
- John Connelly (1981)
- Dirk Kennedy (1981)
- Jason Rosenfeld (1981–1982)
- Neil Turbin (1982–1984)
- Matt Fallon (1984)
- John Bush (1992–2005)
- Joey Belladonna (1984–1992, 2005–2007)
- Dan Nelson – Cantant (2007–2009)[7]

Guitarra
- Danny Lilker (1981)
- Greg Walls (1981–1983)
- Dan Spitz (1983–1995, 2005–2007)
- Bob Berry (1983)

Baix
- Kenny Kushner – bass (1981)
- Paul Kahn – bass (1981)
- Danny Lilker (1981–1984)
- Joey Vera (2004–2005)

Bateria
- Dave Weiss (1981)
- Greg D'Angelo (1981–1983)

## Discografia
- Fistful of Metal - 1984
- Spreading the Disease - 1985
- Among the Living - 1987
- State of Euphoria - 1988
- Persistence of Time - 1990
- Sound of White Noise - 1993
- Stomp 442 - 1995
- Volume 8: The Threat Is Real - 1998
- We've Come for You All - 2003
- Worship Music - 2009